# چیما
چیما به دامن سنتی زنان کره‌ای گفته می‌شود. این دامن یکی از قسمت‌های هانبوک است. این نوع لباس قدمتی بسیار طولانی دارد و انواعی از چیما در نقاشی‌های دیوارهای باستانی که از امپراطوری گوگوریو باقی‌مانده‌اند، دیده می‌شود.